# Penetração sexual da uretra feminina

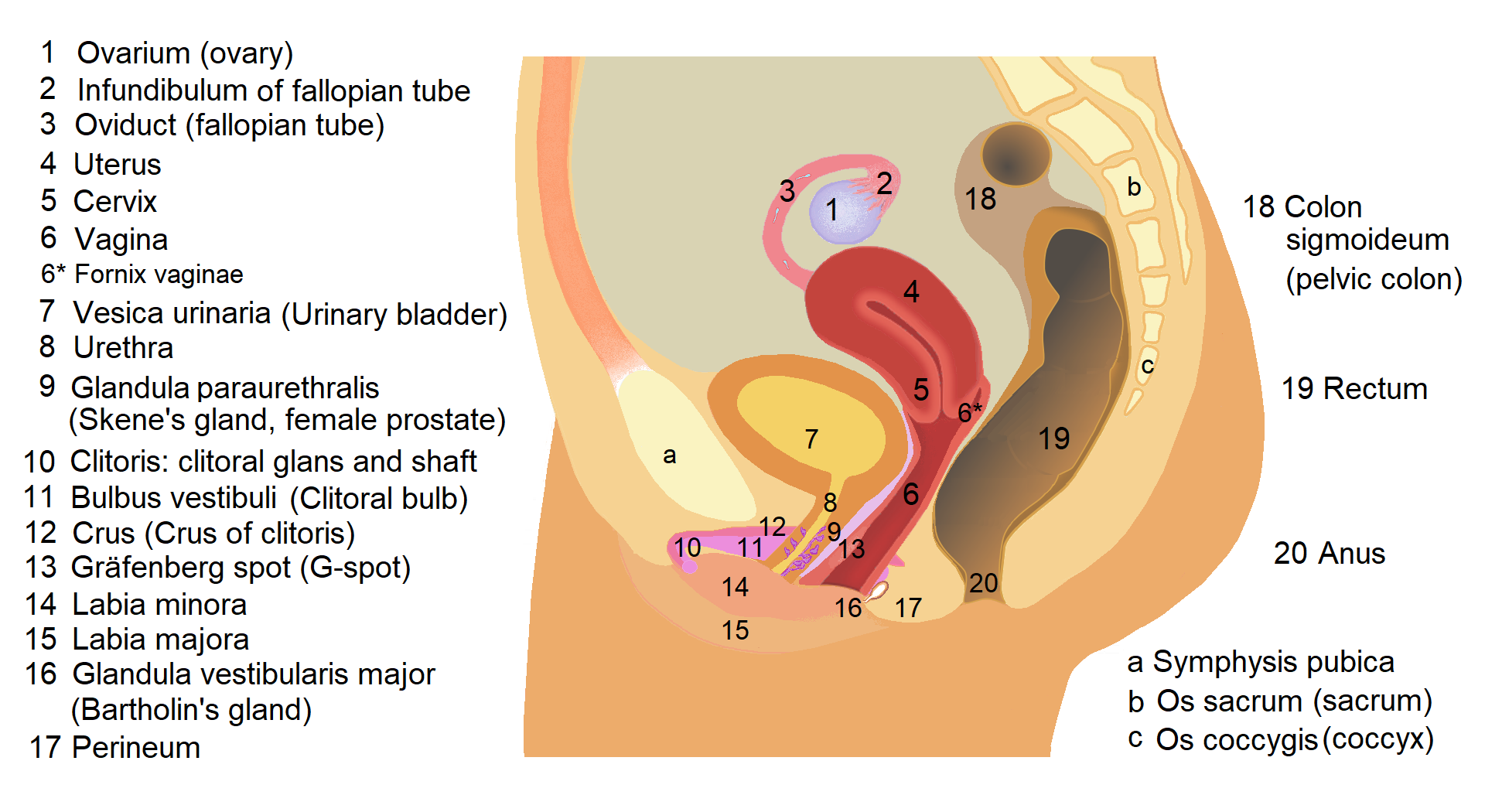
Sistema reprodutor feminino lateral

Penetração sexual da uretra feminina, coito uretral ou coito per uretra é a penetração sexual da uretra feminina por um objeto, como um pênis ou um dedo. Não deve ser confundido com a sondagem uretral, o ato de inserir uma ferramenta médica especializada na uretra (para homens e mulheres) como forma de atividade sexual ou fétichista.
A inserção de corpos estranhos na uretra realizada por pessoas não treinadas apresenta um risco significativo de que seja necessária atenção médica posterior. Casos documentados de coito uretral parecem ter ocorrido entre casais heterossexuais; uma pesquisa na literatura médica global disponível em 1965 relatou treze casos distintos. Em 2014, 26 casos haviam sido documentados na literatura médica, muitos em pessoas com disgenesia mülleriana que praticavam o coito uretral sem saber. No entanto, o alongamento da uretra exigido por essa forma de coito também teria, segundo relatos, resultado em uma perda completa e permanente do controle do esfíncter uretral (incontinência urinária); além disso, tal coito apresenta um risco muito elevado de infecção na bexiga para o parceiro receptor. Também pode levar à dilatação permanente da uretra e à incontinência durante o coito. Os sintomas apresentados do coito uretral não intencional incluem infertilidade primária, dispareunia (dor durante o coito) e incontinência. Consequências mais graves incluem evisceração através da uretra e ruptura da bexiga.